# Tergina Gyula
Tergina Gyula (Nádas (Hont megye), 1856. március 30. – Budapest, 1929. január 4.) bölcseleti doktor, királyi tanácsos és királyi tanfelügyelő.

## Élete
Főgimnáziumot és egyetemet végzett; a Magyar Nemzeti Múzeumnál 1875-ben gyakornok, 1880. április 4-én régiségtári segéd, 1882. május 18-án segédőr lett. 1882-ben tanárvizsgálatot tett a történelemből és földrajzból; 1889. a budapesti V. kerületi állami főreáliskolához tanárnak, 1895. november 26-án Sáros vármegye királyi tanfelügyelőjévé nevezték ki. Volt Csongrád vármegye királyi tanfelügyelője, majd ugyanaz Heves megyében. Az iskolák általános államosításának keresztülvitelét tűzte ki célul, aminek eredménye, hogy Csongrád vármegye, Szeged és Hódmezővásárhely csaknem összes iskoláit államosították. Szegeden az ipari munkás-előadásokat szervezte. 1893-ban a Tisza menti Ördög lyukban, valamint 1894-ben a kamarási Reök parton, a Reök major mellett tárt fel népvándorláskori sírokat. Elhunyt 1929. január 4-én este 6 órakor, örök nyugalomra helyezték 1929. január 6-án délután a Farkasréti temetőben a római katolikus egyház szertartása szerint.

## Írásai
Cikkei az Esztergom és Vidékében (1880., 1883. Esztergom emlékérmei); az Arch. Értesítőben (1881. Erdély érmészete, 1885. A magyarországi bánya- és kamaratisztek emlékérmei, 1894. Horgosi ásatások); a budapesti VIII. ker. főreáliskola Értesítőjében (1883. Történet és művészet); a Századokban (1884. Buda visszafoglalásának érmei); a Magyar Tanügyben (1885. Művészet és iskola).

## Munkái
- Magyarország pénzügyi és közigazgatási állapotainak vázlata (1458-1526). Bpest, 1880. (Bölcsészettudori értekezés).
- Olvasókönyv a tanyai és az osztatlan falusi népiskolák II. és III. oszt. számára 28 szövegképpel. Szeged 1892. (Többekkel).
- Olvasókönyv az elemi népiskolák II-VI. oszt. számára. 50 szöveg-képpel. Uo. 1892. Négy kötet. (Vass Mátyással és Kerékgyártó Elekkel).
- Magyar olvasókönyv a polgári fiúiskolák I-IV. oszt. számára. 2. kiadás. Bpest, 1898-1900. Négy kötet. (Lásd Károly és Barna Jónással. I. 3. jav. kiadás. 1904., III. 2. jav. k. 1900. Uo.).
- Földrajz a népiskolák számára, Budapest, 1894.
- Földrajz a népiskolák IV-VI. oszt. számára. Uo. 1894. Két kötet (IV. 2. kiadás. Képekkel 1906., V-VI. oszt. 3. kiadás átdolg. Biró Samu 1908. Uo.).
- A magyar nemzet története, kapcsolatban a világtörténet nevezetesebb eseményeivel. A népiskolák V. és VI. oszt. számára. Uo. 1894.
- Csongrádmegye földrajza a népiskolák III. oszt. számára. Szeged, 1896. térképpel és 1900. Uo.
- A magyar nemzet története. Polgári fiúiskolák számára. Térképpel és illustratiókkal. Uo. 1901. (Kovács Samuval).
- Ugyanaz. Polgári és felsőbb leányiskolák számára. Térképpel és illustratiókkal. (Kovács Samuval).
- Földrajz a polgári fiú-iskolák számára. I. rész Magyarország és Ausztria, II. rész Európa államai (Magyarország és Ausztria kivételével) és Ázsia illusztratiókkal. Uo. 1901-1902. a IV. oszt. számára 1905. (Pataki Simonnal. I. rész. 2. kiadás. Uo. 1907.).
- Ugyanaz, polgári- és felsőbb leányiskolák számára. I., II. rész. Uo. 1901-1902. (Pataki Simonnal l. 2. kiadás 1904., 3. k. 1906. és 1908. II. 2. k. 1906.).
- Világtörténelem. A polgári fiúiskolák számára. Illusztrácziókkal. Uo. 1903. (Kovács Samuval).
- Világtörténelem polgári leányiskolák II. és III. oszt. számára. Uo. 1902. Két kötet. (Kovács Samuval).

## Álneve és jegyei
Nádasy T. Gy., T. Gy., -a-a az Arch. Értesítőben; N. G. a Hon 1880. évfolyamán.